# Бомонтуаз-ан-Перигор
Бомонтуаз-ан-Перигор (фр. Beaumontois en Périgord) — муніципалітет у Франції, у регіоні Нова Аквітанія, департамент Дордонь. Бомонтуаз-ан-Перигор утворено 1 січня 2016 року шляхом злиття муніципалітетів Бомон-дю-Перигор, Лабукрі, Ножаль-е-Клотт i Сент-Сабін-Борн. Адміністративним центром муніципалітету є Бомон-дю-Перигор. Населення — 1767 осіб (01.01.2021).